# Check Point
Check Point軟體技術公司（Check Point Software Technologies Ltd.）是以色列的一家科技公司，提供IT安全軟體和硬體服務。公司的總部位於特拉維夫，並在加利福尼亞、瑞典、白俄羅斯設有開發中心。Check Point於1993年設立於拉馬干，創始人包括Gil Shwed、Marius Nacht、Shlomo Kramer。

## 外部連結
- Corporate website（页面存档备份，存于）
- - Check Point的商業數據：Google Finance
  - Yahoo! Finance
  - Reuters
  -  SEC filings